# ベンズアントロン
ベンズアントロン (benzanthrone, BZA) は、芳香族ケトンの一種で、アントラキノンにもう一個のベンゼン環が縮合した構造を持ち、アントラキノン系染料の染料中間体として用いられる有機化合物である。黄色から緑がかった茶色の粉末で蛍光性を示す。融点は 170 °C、水には不溶だがエタノールには溶ける。

## 用途
光増感剤、電子輸送剤として用いられる。
花火の製造にて、緑色や黄色の有色煙を出すために用いられる。